# Tamarin
Tamarin är en distriktshuvudort i Mauritius.   Den ligger i distriktet Black River, i den västra delen av landet, 23 km sydväst om huvudstaden Port Louis. Antalet invånare är 3 764.
Terrängen runt Tamarin är huvudsakligen kuperad, men norrut är den platt. Havet är nära Tamarin västerut. Runt Tamarin är det ganska tätbefolkat, med 104 invånare per kvadratkilometer. Närmaste större samhälle är Beau Bassin, 14,9 km nordost om Tamarin. Omgivningarna runt Tamarin är en mosaik av jordbruksmark och naturlig växtlighet.